# Львов, Яков Алексеевич
Я́ков Алексе́евич Львов (1879 — после 1917) — новоржевский уездный предводитель дворянства, член IV Государственной думы от Псковской губернии.

## Биография
Православный. Из потомственных дворян Псковской губернии. Землевладелец Новоржевского уезда.
Родился в селе Крулихино (Королихино) 1 мая 1879 (по н.с.). Родителями Якова были штаб ротмистр Лейб-гвардии Уланского полка Алексей Павлович Львов (11.02.(30.01)1853 — 1889) и законная жена его Александра Яковлевна Есипович (15(3).07.1857 — 1.09(19.08).1905). Мать была дочерью известного правоведа и сенатора Якова Григорьевича Есиповича. Имел старшего брата Павла Алексеевича Львова (род. 2.05(20.04).1878), который был почётным мировым судьей Новоржевского уезда. Имел сестру Киру Алексеевну (род. 1884).
Окончил Псковскую гимназию и юридический факультет Санкт-Петербургского университета.
По окончании университета поступил на службу в Государственную канцелярию, где в числе прочих работ принимал участие в занятиях по делопроизводству Особого совещания о мерах к укреплению крестьянского землевладения под председательством И. Л. Горемыкина (1905).
В 1906 году оставил службу в Государственной канцелярии и занялся сельским хозяйством и общественной деятельностью. С 1904 года избирался гласным Новоржевского уездного и Псковского губернского земских собраний. В 1907 году был избран Новоржевским уездным предводителем дворянства, на каковую должность в январе 1913 года был переизбран на третье трехлетие. Кроме того, с 1905 года состоял почетным мировым судьей по Новоржевскому уезду, с 1909 года — председателем экономического совета Псковского губернского земства (по избранию), с 1910 года — председателем Новоржевского уездного комитета по организации общественных работ (по назначению). Дослужился до чина статского советника (1917), с 1913 года состоял в придворном звании камер-юнкера.
Около 1910 года с братом Павлом на загородном участке земли у Петергофской дороги в пригороде Санкт-Петербурга (Лигово) образовали новый дачный посёлок, который был назван «Сосновая поляна».
В 1912 году был избран в члены Государственной думы от Псковской губернии 1-м съездом городских избирателей. Входил во фракцию русских националистов и умеренно-правых (ФНУП), после её раскола в августе 1915 — в группу сторонников П. Н. Балашова. Состоял членом комиссий: о путях сообщения, сельскохозяйственной, по направлению законодательных предположений, финансовой, по военным и морским делам, а также по местному самоуправлению.
После Февральской революции был назначен заместителем комиссара Временного комитета Государственной думы в Комитет Марии Павловны по снабжению одеждою нижних чинов, увольняемых на родину и в Комитет военно-санитарных организаций Марии Павловны и Виктории Федоровны.
Дальнейшая судьба неизвестна. Был женат. Вероятно, семья эмигрировала за границу после революции 1917 г.

## Награды
Яков Алексеевич Львов награжден золотым Знаком в память 50-летия земских учреждений и Знаком отличия за труды по землеустройству; орденом Св. Анны 2 ст. и Св. Владимира 3 и 4 ст., а также светло-бронзовой медалью в память 300-летия царствования Дома Романовых и Высочайше утвержденных лиц, принявших участие в приношении верноподданнических поздравлений Их Императорским Величествам 31 марта 1913 г.

## Интересные факты
Семья Львовых владела участком на Петергофской дороге в Санкт-Петербурге с 1878 года. Они стали владельцами этой приморской дачи после английского купца Ричарда Чидсона. Участок был записан на Александру Яковлевну Львову (1857—1905), жену штаб-ротмистра кавалерийского лейб-гвардии Уланского полка Алексея Павловича Львова (1853—1889), вышедшего в отставку. Александра Яковлевна была дочерью известного правоведа и сенатора Якова Григорьевича Есиповича. Когда сыновья улана Павел и Яков Алексеевичи выросли и стали крупными новоржевскими и опочецкими помещиками (с. Крулихино, с. Нижнее Кунино), они решили перепланировать участок для дачного посёлка, который был назван «Сосновая поляна».